# Lo stallone
Lo stallone è un film del 1975 diretto da Tiziano Longo.

## Trama
Un'adolescente, Daniela, ha intenti omicidi nei confronti della madre Francesca, essendo "segretamente" innamorata del padre Guido.